# 阿列克谢耶夫卡农村居民点 (沃罗涅日州)
阿列克谢耶夫卡农村居民点（俄语：Алексеевское сельское поселение）是俄罗斯联邦沃罗涅日州格里巴诺夫斯基区所属的一个农村居民点。其下辖有3个居民点，行政中心为阿列克谢耶夫卡。据2016年统计，该农村居民点的人口为453人。